# تپه الله‌قلی
تپه الله قلی مربوط به هزاره ۵ قبل از میلاد است و در شهرستان ملکان لیلان، ضلع شرقی شهر واقع شده و این اثر در تاریخ ۲۵ اسفند ۱۳۷۹ با شمارهٔ ثبت ۳۰۸۸ به‌عنوان یکی از آثار ملی ایران به ثبت رسیده است.